# تپه گورستان قوشجه شماره ۱
تپه قبرستان قوشجه شماره ۱ مربوط به دوران‌های تاریخی پس از اسلام است و در شهرستان همدان، روستای قوشجه واقع شده و این اثر در تاریخ ۱۱ شهریور ۱۳۸۲ با شمارهٔ ثبت ۹۸۷۴ به‌عنوان یکی از آثار ملی ایران به ثبت رسیده است.